# The Gesualdo Six
The Gesualdo Six est un ensemble vocal britannique créé en 2014 et dirigé par Owain Park.

## Biographie
Ce sextuor masculin a été formé par des étudiants de Cambridge pour interpréter le 5 mars 2014 les Répons des Ténèbres de Carlo Gesualdo dans la chapelle du Trinity College. L'ensemble a ensuite poursuivi son activité dans la musique ancienne, tout en intégrant à son répertoire des œuvres de musique contemporaine de Ligeti, Łukazsweski, Joanna Marsh ou Owain Park.
Dès la saison 2015-2016, l'ensemble a bénéficié d'une résidence dans le cadre du dispositif "Young artists" de St John's Smith Square à Londres. En partenariat avec cette institution musicale et l'éditeur Novello - Music Sales, The Gesualdo Six a lancé un concours de composition chorale qui a attiré plus de 170 participants partout dans le monde. L'ensemble renouvellera l'opération en 2019, avec un total de 307 contributions émanant des six continents. Le jury, où siégeait notamment le compositeur John Rutter, a décerné des prix dans deux  catégories (compositeurs au-dessus et en dessous de 22 ans).
The Gesualdo Six a été représenté par l'agence artistique Hazard Chase de mai 2017 jusqu'à la disparition de celle-ci en mars 2020,
En 2018, l'ensemble a publié sous le label Hyperion son premier album, English Motets. Présentant un large panorama de la musique sacrée de la Renaissance anglaise, cet enregistrement a reçu des critiques favorables au Royaume-Uni, mais aussi en France  et en Allemagne, où il a été sélectionné pour le Prix de la critique allemande du disque (de) en août 2018, Les Gesualdo Six font ensuite paraître leurs enregistrements au rythme d'un à deux CD par an, toujours chez le même éditeur. Comme dans ses concerts, l'ensemble fait alterner dans la plupart de ses albums des pièces de musique ancienne et de musique contemporaine.
The Gesualdo Six a fait ses débuts à Paris le 17 décembre 2019 à l'Oratoire du Louvre.
Lors de la pandémie de Covid-19 de 2020, l'ensemble est resté actif en mettant en ligne des vidéos musicales réalisées à distance lors des périodes de confinement, puis en participant à des concerts diffusés sur internet. A l'automne 2020, il a créé son propre festival en ligne, "London Sound Gallery", où il a invité de jeunes musiciens et ensembles britanniques à se produire.
En 2023, à l'occasion du 400e anniversaire de la naissance du compositeur britannique William Byrd, The Gesualdo Six s'associe à l'ensemble de violes Fretwork pour produire un spectacle original de théâtre musical immersif, Secret Byrd, recréant l'atmosphère intimiste des messes qui réunissaient dans la clandestinité les catholiques anglais au début du XVIIe siècle.
Le 5 mars 2024, ils célèbrent leur dixième anniversaire à Cambridge par un concert donné dans le lieu même de leurs débuts dix ans auparavant, jour pour jour.

## Composition
La composition de l'ensemble a évolué depuis sa création. Elle comprend :
- Guy James, contreténor
- Alasdair Austin, contreténor
- Joseph Wicks, ténor
- Joshua Cooter, ténor
- Simon Grant, baryton
- Owain Park, basse et direction

En cas d'indisponibilité de l'un de ses membres, le groupe a pu faire appel occasionnellement à des chanteurs remplaçants tels que le contreténor Tom Lilburn, les ténors Tom Castle, Gopal Kambo, Will Wright ou le baryton-basse Ben McKee.
Parmi les anciens membres de The Gesualdo Six, on compte :
- la basse Jonathan Pacey[16] (mars 2014 - septembre 2015),
- le contreténor Patrick Dunachie[17] (mai 2014 - mai 2016)
- le ténor Hiroshi Amako (septembre 2014 - juin 2016)
- le contreténor Alexander Chance[18] (mai 2016 - septembre 2019)
- le contreténor Andrew Leslie Cooper (septembre 2019 - juin 2021)
- la basse Samuel Mitchell (janvier 2016 - août 2023)
- le baryton Michael Craddock (mars 2014 - avril 2025)

## Discographie

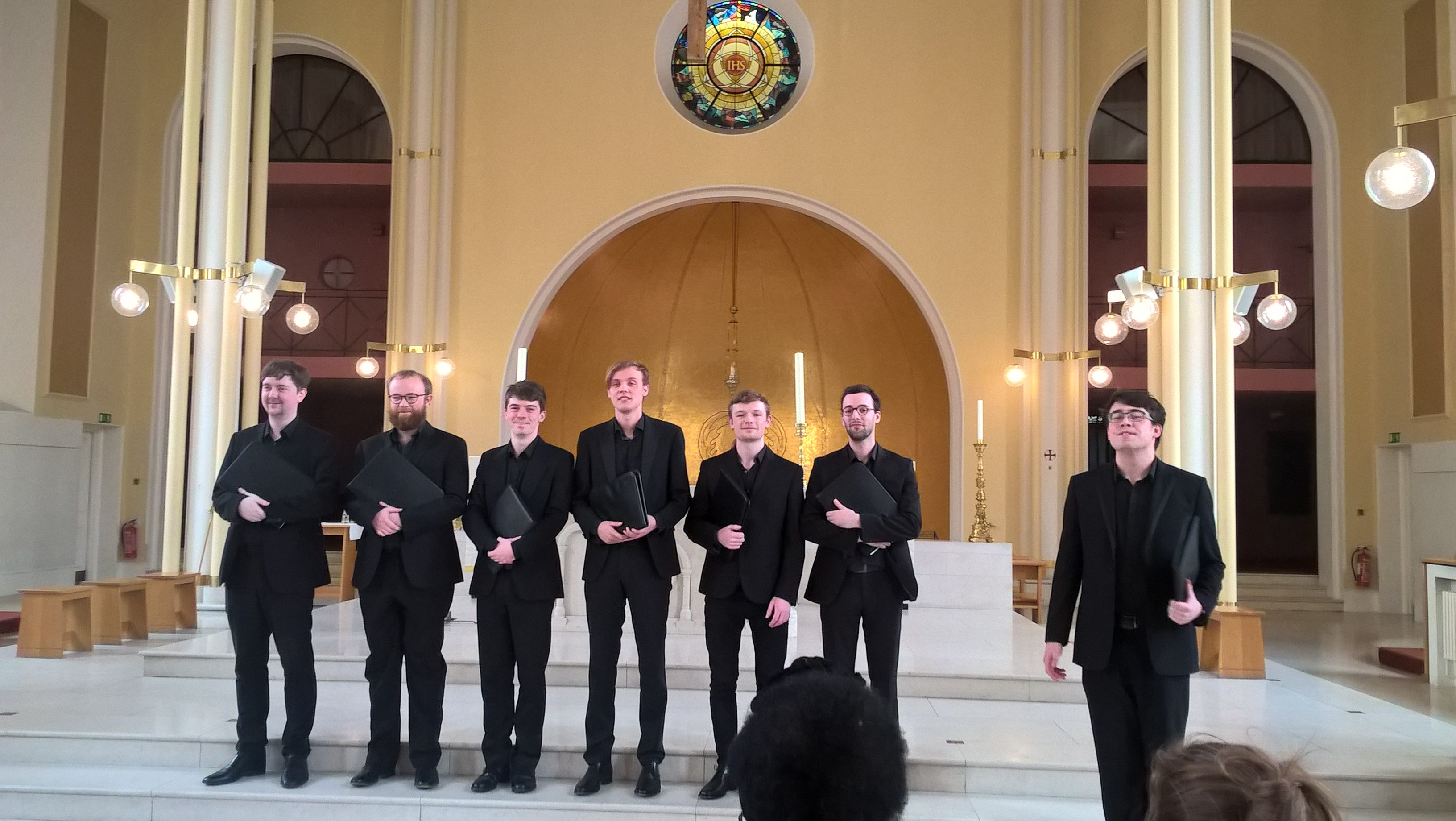
The Gesualdo Six le 7 avril 2018 lors du concert donné à l'occasion de la sortie de leur premier album, English Motets.

Tous les enregistrements du groupe sont parus chez Hyperion Records : 
- English Motets (avril 2018)  Œuvres de Dunstable, Cornysh, Byrd, Tallis, Tomkins, White, Taverner, Gibbons, Parsons, Sheppard et Morley.
- Christmas (novembre 2019)  Pièces anonymes ; œuvres de Tallis, Praetorius, Handl & Hassler ; arrangements de noëls traditionnels par Bach, Vaughan Williams, Holst, Philip Lawson (en) & Gordon Langford (en) ; compositions de Jonathan Harvey, Cheryl Frances-Hoad (en), Eleanor Daley (en), John Rutter, Jonathan Rathbone & Owain Park.
- Fading (mars 2020)  Musiques anciennes (Tallis, Gesualdo, Byrd, Gombert, Tye, Lobo, Marenzio,von Bingen) et contemporaines (Veljo Tormis, Jonathan Seers, Owain Park, Joanna Marsh, Sarah Rimkus, Gerda Blok-Wilson).
- Josquin's Legacy (octobre 2021)  Œuvres de Josquin, Ockeghem, Compère, Brumel, de la Rue, Févin, Mouton, Willaert, Isaac, Jean l'Héritier.
- Tenebrae Responsories Feria Quinta (mars 2022)  Œuvres de Tallis (Lamentations of Jeremiah I & II), Gesualdo(Tenebrae Responsories for Maundy Thursday), Judith Bingham, Joanna Ward.
- Lux Aeterna (septembre 2022)  Œuvres de Tallis,Morales,Byrd,Purcell, Douglas Guest, Richard Rodney Bennett, John Tavener, Howard Skempton, Eleanor Daley, Neil Cox, James O'Donnell, Donna McKevitt, Joanna Marsh, Owain Park.
- Byrd - Mass for five voices (juin 2023)  Œuvres de Byrd (messe à cinq voix, Lamentations de Jérémie, motets).
- Morning Star (novembre 2023)  Pièces de plain-chant et œuvres de Cornelius, Eccard, Byrd, Joanna Marsh, Handl, Howells, Clemens non papa, Arvo Pärt, Adrian Peacock, Lassus, Owain Park, Judith Bingham et Manchicourt.
- Queen of  Hearts (juin 2024)  Œuvres d'Antoine Brumel, Josquin des Prés, Loyset Compère, Pierre de La Rue, Costanzo Festa, Owain Park, Antonius Divitis, Johannes Prioris, Jean Mouton, Jean Lhéritier, Ninfea Cruttwell-Reade, Antoine de Févin, Nicolas Gombert et Clemens non Papa.
- Radiant Dawn (août 2025) avec la participation de Matilda Lloyd (trompette). Œuvres de ThomasTallis, Alec Roth, Eleanor Daley (en), Deborah Pritchard, James MacMillan, Hildegarde von Bingen, Roxanna Panufnik, Robert White, Richard Barnard, Judith Bingham, Owain Park, Joseph Rheinberger, Geoffrey Burgon.